# Codophila varia
Codophila varia (Fabricius 1787) је врста стенице која припада фамилији Pentatomidae.

## Распрострањење
C. varia  је распрострањена широм  Европе (осим на подручју Велике Британије и Скандинавије) у северној Африци, централној Азији и Блиском истоку. У Србији је ретко бележена врста и то само на крајњем југу.

## Опис
Врста је варијабилна у обојености и величини, углавном је дужина тела између 8 и 14 mm. Тело је у основи црвенкасте до браон боје са типичном препознатљивом шаром, са жутим подручјима и црним мрљама на штитићу као и уздужним црним пругама на пронотуму. На глави има светле уздужне пруге, конексивум је светао са црним мрљама. Прва три сегмента антена су углавном црвене боје, а остала два црне.

## Биологија
Одрасле јединке се најчешће срећу током лета, тачније током јула и августа, преферира осунчана и сува станишта. Врста је полифагна, храни се на различитим биљним врстама, најчешће на биљкама из породица Apiaceae и Asteraceae (поготову на Echinops spinosus).

## Синоними
- Cimex varius Fabricius, 1787
- Carpocoris bilunulata Kolenati, 1846
- Pentatoma distinguenda Costa, 1847
- Cimex eryngii Germar, 1814
- Pentatoma laborans Costa, 1847
- Codophila varia longicornis Fuente, 1971
- Cimex lunula Fabricius, 1794
- Carpocoris nubica Kolenati, 1846
- Carpocoris persicae Kolenati, 1846